# Марфа (приток Кунгака)
Марфа — река в России, протекает по Башкортостану. Устье реки находится в 22 км по левому берегу реки Кунгак. Длина реки составляет 14 км.

## Данные водного реестра
По данным государственного водного реестра России относится к Камскому бассейновому округу, водохозяйственный участок реки — Уфа от Нязепетровского гидроузла до Павловского гидроузла, без реки Ай, речной подбассейн реки — Белая. Речной бассейн реки — Кама.
Код объекта в государственном водном реестре — 10010201112111100023026.